# باول مبونغ
باول مبونغ (بالإنجليزية: Paul Mbong) هو لاعب كرة قدم مالطي في مركز الهجوم، ولد في 2 سبتمبر 2001 في مالطا. لعب مع نادي بيركيركارا.

## وصلات خارجية
- باول مبونغ على موقع الاتحاد الدولي (مؤرشف)  (الإنجليزية)
- باول مبونغ على موقع الاتحاد الأوربي (الإنجليزية)
- باول مبونغ على موقع قاعدة بيانات كرة القدم.إي يو (الإنجليزية)
- باول مبونغ على موقع ناشيونال فوتبول تيمز (الإنجليزية)
- باول مبونغ على موقع Soccerway.com (الإنجليزية)
- باول مبونغ على موقع عالم كرة القدم.نت (الإنجليزية)